# Conselho Mundial da Água
O Conselho Mundial da Água (WWC), também conhecido como Conseil Mondial de l'Eau (CME), é um think tank internacional. Foi fundada em 1996, com sede em Marselha, França . Possui 358 membros (dado de fevereiro de 2020) que abrangem Instituições intergovernamentais, governos e autoridades governamentais, empresas e instalações, organizações da sociedade civil e associações de usuários de água, associações profissionais e instituições acadêmicas . Os fundadores e membros constituintes do Conselho Mundial da Água são a Comissão Internacional de Irrigação e Drenagem, a União Internacional para a Conservação da Natureza (IUCN), a International Water Association (IWA), AquaFed (Federação Internacional de Operadores Privados de Água), Suez Lyonnaise des Eaux, as agências das Nações Unidas PNUD e UNESCO, bem como o Banco Mundial . 
Sua missão é "mobilizar ações em questões críticas relativas à água em todos os níveis, incluindo o mais alto escalão de tomada de decisão, envolvendo pessoas em debates e desafiando o pensamento convencional”.
A cada três anos, o Conselho Mundial da Água organiza o Fórum Mundial da Água em estreita colaboração com as autoridades do país anfitrião. O Fórum é o maior evento internacional na área da água. O 6º Fórum Mundial da Água ocorreu em Marselha, França, em 2012 e o 7º Fórum Mundial da Água em Daegu-Gyeongbuk, República da Coreia, em abril de 2015. O 8º Fórum Mundial da Água ocorreu em Brasília, Brasil, de 18 a 23 de março de 2018, sob o tema abrangente 'Compartilhando a Água'. O 9º Fórum Mundial da Água foi realizado em Dakar, Senegal, em março de 2022, um ano depois do previsto, devido as restrições da Covid-19. O 10º Fórum Mundial da Água será realizado em Bali, Indonésia, em março de 2024.
O Conselho Mundial da Água é financiado principalmente por meio de taxas de adesão, e apoio adicional é fornecido pela cidade anfitriã de Marselha. Projetos e programas específicos são financiados por meio de doações e subvenções de governos, organizações internacionais e ONGs .

## Faculdades e distribuição de membros (em fevereiro de 2020)
Os membros do Conselho Mundial da Água estão divididos em 5 categorias, conforme indicado abaixo:
- Instituições intergovernamentais
- Governos e autoridades governamentais
- Empresas e instalações
- Organizações da sociedade civil e associações de usuários de água
- Associações profissionais e instituições acadêmicas